# Фукумото, Ацуми
Ацуми Фукумото (яп. 福本 温子; род. 24 июля 1988, Карацу, Сага) — японская гребчиха, выступавшая за сборную Японии по академической гребле в 2009—2017 годах. Серебряная призёрка Азиатских игр, обладательница бронзовой медали этапа Кубка мира, серебряная призёрка чемпионата Азии, участница летних Олимпийских игр в Лондоне.

## Биография
Ацуми Фукумото родилась 24 июля 1988 года в городе Карацу префектуры Сага, Япония.
Занималась академической греблей в команде страховой компании Meiji Yasuda Life.
Впервые заявила о себе в гребле на международном уровне в сезоне 2009 года, став шестой в парных четвёрках лёгкого веса на молодёжном мировом первенстве в Рачице.
В 2010 году вошла в основной состав японской национальной сборной и побывала на Азиатских играх в Гуанчжоу, откуда привезла награду серебряного достоинства, выигранную в лёгких парных двойках — в решающем финальном заезде пропустила вперёд только экипаж из Китая. Также завоевала серебряную медаль в лёгких одиночках на молодёжном чемпионате мира в Бресте, дебютировала в Кубке мира, стартовала на взрослом чемпионате мира в Карапиро, где в лёгких парных двойках заняла итоговое 14 место.
В 2011 году участвовала в двух этапах Кубка мира, на мировом первенстве в Бледе в лёгких парных двойках показала 24 результат.
Благодаря удачному выступлению на Азиатской квалификационной регате в Чхунджу удостоилась права защищать честь страны на летних Олимпийских играх 2012 года в Лондоне. В программе двоек парных лёгкого веса вместе с напарницей Акико Ивамото сумела квалифицироваться лишь в утешительный финал В и расположилась в итоговом протоколе соревнований на 12 строке.
После лондонской Олимпиады Фукумото осталась в составе гребной команды Японии и продолжила принимать участие в крупнейших международных регатах. Так, в 2013 году в лёгких парных двойках она стартовала на двух этапах Кубка мира и на чемпионате мира в Чхунджу, где заняла 13 место.
В 2014 году в лёгких одиночках стала девятой на этапе Кубка мира в Люцерне.
В 2016 году в лёгких парных двойках выиграла серебряную медаль на чемпионате Азии в Цзяшане, уступив в финале команде из Китая.
В 2017 году в лёгких парных четвёрках взяла бронзу на этапе Кубка мира в Люцерне, финишировала шестой на мировом первенстве в Сарасоте.